# Exodus (Lost)
2005. május 18-án került először adásba az amerikai ABC csatornán a sorozat 23. részeként. Damon Lindelof és Carlton Cuse írta, és Jack Bender rendezte. Az epizódnak nincs kiemelt, központi karaktere. A visszaemlékezések révén betekintést nyerhetünk abba, hogy mit csinált Michael, Walt, Jack, Sawyer, Kate, Shannon és Sun az utazás napján.

## Ismertető
|  | Alább a cselekmény részletei következnek! |

### Visszaemlékezések
Reggel 5:23-kor, Walt felkapcsolja a TV-t a hotelszobában. Mivel még korán van, Michael ingerülten ébred, és megkéri fiát, vegye egy kicsit halkabbra a készüléket. Ellenszegülve apjával, Walt még hangosabbra veszi, s ez vitát eredményez. Walt fogja Vincent-et, és kirohan a szobából, de Michael utoléri őt a folyosón. „Nem vagy az apám!” – kiabálja Walt.
Miután Sun Jinre borítja a kávét, Jin elmegy a mosdóba. Egy férfi utánamegy, és csakhamar bevallja, hogy Mr. Paik-nek dolgozik. Tud róla, hogy Jin Sun-nal együtt el akar szökni, és figyelmezteti Jint, hogy nem szabad ember. Vagy azt teszi, amit Mr. Paik parancsol, vagy elveszti Sun-t. A férfi egy karórát ad Jin-nek, amit Paik egyik los angeles-i ügyfelének kell elszállítani.
Charlie a maradék heroinját keresi, mielőtt kimenne a reptérre. A nagy zörgésre felébred a lány, akivel Charlie múlt éjjel szeretkezett. Miután Charlie megtalálja a drogot, és a lány elkéri, azt hazudja, hogy már mind elfogyott. Megverekednek az anyagért, s végül a lány marad alul.
A repülőtér egyik bárjában, Ana-Lucia tequilát rendel tonikkal, majd bemutatkozik Jacknek, aki hozzáhasonlóan a 815-ös, Los Angelesbe tartó járatra vár. Beszélgetni kezdenek, többek között arról, hogy Jack apja meghalt, és Jack hazaszállítja a holttestét a temetésre. Ana-Lucia flörtöl Jack-kel, aki elmondja, hogy egyszer már házas volt (Sarah-val). A beszélgetést Ana-Lucia telefonjának csörgése szakítja félbe. Ana-Lucia elmegy, hogy beszéljen a hívójával (valószínűleg az anyjával), de előtte azt mondja Jack-nek, a repülőn újra találkoznak. Elmondják egymásnak az ülésszámaikat: Ana-Lucia a 42F ülésen ül, ami a gép hátsó részében van.
Az ausztráliai rendőrségen, Sawyert bevezetik Calderwood nyomozóhoz, ugyanis összeverekedett Warren Truss-szal, aki nem kevesebb, mint az ausztrál mezőgazdasági miniszter. Calderwood az igaz nevén szólítja Sawyert (James), és elmondja, hogy tud a foglalkozásáról, hogy más emberek átveréséből él. Sawyer-t börtönbe kellene zárni tettéért, de az további pénzbe és munkába kerülne. Ezért Calderwood, az Oceanic Airlines 815-ös járatával kitoloncolja Sawyer-t az országból. Soha többé nem mehet vissza Ausztráliába.
A repülőtéren, Edward Mars békebíró egy biztonsági őrrel beszélget, miközben Kate megbilincselt kezekkel ül a széken. Az őr nem érti, mért kell Mars-nak öt pisztolyt vinnie magával. Amikor a férfi egy játékrepülőt vesz ki a bőröndjéből, Mars elmondja, hogy ez az egyetlen dolog, ami érdekli Kate-et. Ez ugyanis a szerelméé volt, akit pár évvel ezelőtt megölt. Később, elcsábított egy férfit, hogy társaival kiraboljanak egy bankot, de Kate csak kihasználta őket, hogy megszerezze a bankban őrzött játékrepülőt. Mars megkérdezi Kate-től, mi is volt a neve a szerelmének. Mikor már sokadszorra kérdezi meg tőle, Kate rátámad, és a falhoz szorítva azt ordítja, „Tom-nak hívták, te rohadék.” Mars a biztonsági őrhöz fordulva azt mondja, ezért van szükség öt pisztolyra.
Miközben Shannon Boone-ra várakozik, Sayid megkéri Shannont, hogy vigyázzon a táskájára. Shannon beleegyezik. Boone visszatér, és azt mondja, nem tudott jobb jegyeket szerezni, mert Shannon goromba volt a jegykiadóval. Mikor Shannon tehetetlenségéről kezd beszélni, Shannon odamegy az egyik biztonsági őrhöz, azt mondva, hogy egy "arab fickó" egy gyanús táskát hagyott őrizetlenül.
Sun kávét és ennivalót visz Jinnek a repülőtéren. Egy amerikai nő – nem tudván, hogy Sun beszél angolul – hangosan megjegyzi a férjének (vagy barátjának), hogy Sun úgy szolgálja ki Jin-t, mintha ő volna a cselédje. Reagálva a kijelentésre, Sun szándékosan Jin-re borítja a kávét.

### Valós idejű történések (44. nap)
Walt épp "könnyítene magán" a dzsungelben, amikor észreveszi Rousseau-t, ahogy a tábor felé közeledik. Odaszalad az alvó apjához, és felriasztja. Mikor Rousseau megérkezik, minden túlélő köré gyülekezik. Sayid megkérdezi tőle, mit keres itt, mire vészjósló hangon közli, „Jönnek a Többiek.” Elmondja, hogy egy héttel azután, hogy a szigeten életet adott a kislányának, fekete füstoszlopot látott az égen. Nem sokkal ezután, eljöttek, és elrabolták a kisbabáját. Rousseau most újból látni vélte a füstoszlopot, ezért eljött figyelmeztetni a túlélőket. „Három lehetőség van: elfutni, elbújni, vagy meghalni.”
Jack nem hiszi, hogy Rousseau igazat beszélt volna. Azt mondja Locke-nak, az egyetlen dolog, amivel foglalkozni kell, az a tutaj vízre bocsátása. Összehívja az összes túlélőt, és közös erővel látnak neki a tutaj tengerhez való eltolásához. Hirtelen, az árbóc letörik. Michael szerint Sawyer a felelős ezért. Jinnel együtt elkezd helyrehozni a hibát, de Sawyer segítségéből nem kér. Walt észreveszi a fák közül gomolygó füstoszlopot, amiről Rousseau beszélt. Úgy tűnik, igazat mondott.
Jack tovább kérdezgeti Rousseau-t a "Többiek"-ről, de Danielle azt mondja, elmondott mindent, amit tudott. Jack-nek találnia kell egy megoldást, hogy elbújtasson több mint negyven embert. A "fülke" alkalmas lenne erre, de sajnos még mindig nem sikerült kinyitni a bejáratát. Locke arra kéri Roussaeu-t, adjon a dinamitból, amivel a menedékhelyét is aláaknázta. Rousseau azt mondja, elvezeti őket oda, ahonnan hozta: a "Sötét Terület"-re, a Fekete Sziklához. Jack meglepődik rajta, hogy Arzt is velük akar tartani. Arzt azt mondja, a dinamit nagyon veszélyes, ezért szükségük lesz egy hozzáértő emberre. Jack nem áll ellent.
Michael és Jin a tutaj megjavításával foglalatoskodik, miközben Sawyer fát vág az új árbóchoz. Jack egy pisztolyt ad Sawyernek, mondván, még jól jöhet. Jack már épp indulna, amikor Sawyer visszahívja őt. Elmeséli, hogy egy ausztráliai bárban beszélt Christian Shepharddel, Jack apjával, aki elmondta, milyen büszke a fiára, de nincs bátorsága felhívni őt. Jack legszívesebben sírna, de visszatartja könnyeit. Sok szerencsét kívánnak egymásnak Sawyerrel.
Walt Shannon-ra bízza Vincent-et amíg távol lesz, azt gondolva, hogy a segítségével könnyebb lesz feldolgozni Boone halálát. Shannon megígéri, hogy vigyázni fog rá.
Sun egy füzetet ad Jinnek, amibe kigyűjtötte a legfontosabb szavak és kifejezések angol kiejtését. Jin bocsánatot kér a sok szenvedésért, amit okozott, majd megöleli Sunt. Michael, Walt, Jin, és Sawyer útnak indulnak az immár tökéletesen működő tutajjal. Vincent utánuk úszik, de Walt visszaküldi őt a partra. A túlélők éljenezve vesznek búcsút a tutaj utasaitól.
Jack, Kate, Rousseau, Locke, Hurley, és Arzt, keresztül vágnak a dzsungelen a dinamitért. Útközben, hallják "a Szörny" hangját, ezért búvóhelyet keresnek. "A Szörny" azonban nem feléjük tart, hanem az ellenkező irányba. Rousseau azt mondja, "a Szörny" egy biztonsági rendszer, ami a szigetet hivatott megvédelmezni. Miután a csapat továbbhalad, megérkeznek a Fekete Sziklához, ami nem egy geológiai képződmény, hanem egy zátonyra futott hajó roncsa.
Danielle Rousseau magára hagyja a Fekete Sziklához elmenetelt csapatot (Jack, Kate, Locke, Hurley, és Arzt), mondván, már nincs szükség rá. Jack és Locke óvatosan kihoznak a hajóroncsból egy láda dinamitot, majd miután leteszik a földre, Arzt elzavarja őket, mert csak ő ért hozzá. Miközben kivesz egy darabot a ládából, a dinamitban található nitroglicerin szeszélyességéről kezd beszélni. Hirtelen, a dinamit Arzttal együtt felrobban. A többiek Arzt hibájából tanulva helyezik biztonságba a robbanószereket. Hurley-t kivéve mindenki azt akarja, hogy a saját táskájában legyenek a dinamit rudak. Végül, sorsot húznak, amely alapján Kate és Locke megosztva viszi magával a dinamitot.
Útban vissza a bunkerhez, Jack és Kate egy fekete füstöt látnak elhaladni maguk mellett, ami ijesztő, gépies hangokat ad ki. A füstről csakhamar kiderül, hogy ez a "Szörny", ezért Locke kivételével mindenki futásnak ered. Locke közelebbről is meg akarja nézni azt a valamit, ám az hirtelen megragadja a lábát, és egy gödörhöz vonszolja. A többiek visszamennek a megmentésére, és Kate döbbenten jön rá, hogy Jack átrakta a dinamitot a saját táskájába. Locke nem akarja, hogy segítsenek neki, ennek ellenére Jack megfogja a kezét, Kate pedig ledob a gödörbe egy meggyújtott dinamitot, ami kisvártatva fel is robban. A "Szörny" kimenekül a gödörből, és távozik. Jackék nem tudják, mi lehetett ez, csak annyi biztos, hogy nem természetes dolog. Jack nem érti, Locke mért akarta, hogy a "Szörny" magával rántsa. Locke később azt mondja, a végzet akarta, hogy a szigetre kerüljön, és a gödörnél történt incidenst egy próbának, megmérettetésnek gondolja. Jack nem hisz a végzetben, mire Locke a tudomány emberének nevezi őt, önmagát pedig a hit emberének.
A tutajon, minden a terv szerint működik. Michael Walttal beszélget, és úgy tűnik, végre kezd kialakulni köztük egy barátságos apa-fia kapcsolat. Jin odaadja Michaelnek a karórát, ami korábban vitát váltott ki közöttük. Ezzel jelzi, hogy már nem az az ember, aki korábban volt. Miközben tovább haladnak előre, hirtelen letörik a kormány. Sawyer az életét teszi kockára, amikor utánaúszik. Michael észreveszi, hogy Sawyer egy pisztolyt hozott magával, és nem szólt róla senkinek.
Miközben a túlélők a barlangokhoz költözködnek a tengerpartról, Rousseau odafut Claire-hez, és sietve elküldi Charlie-t Sayidért. Miután egyedül marad Claire-rel és a kisbabájával, Danielle kézbe akarja venni a kicsit. Claire karmolásokat lát Rousseau karján, és hirtelen felvillan előtte egy jelenet abból az időből, amikor Ethan fogságában volt. Látja, ahogy dulakodik Rousseau-val, és megkarmolja. Claire-t félelem fogja el. Charlie és Sayid arra térnek vissza, hogy Claire ájultan fekszik a földön, Rousseau pedig magával vitte a kicsit, akit Claire időközben Aaronnak nevezett el. Sayid úgy véli, Rousseau elvitte őt a füstjelzés forrásához, hogy elcserélje a 16 éve elrabolt lányára, Alex-re. Mindketten utána erednek. Útközben, Charlie belelép Danielle egyik csapdájába, és szikladarabok zúdulnak a fejére. Sayid kiveszi a pisztolyából a töltényt, kiönti belőle a puskaport Charlie sebeire, majd meggyújtja, hogy kiégesse a sérülést. Miután továbbmennek, rövid pihenőt tesznek a kisrepülőgép roncsánál, amivel Boone lezuhant a fáról. Sayid megmutatja Charlie-nak a Szűz Mária szobrokat, amikbe a heroint rejtették a csempészek. Charlie felidézi a múltját, amikor még drogozott. Végül, Charlie és Sayid eljutnak a partra, ahonnan a füstoszlop látszódott, de senkit sem találnak ott, csak egy tűzrakást. Aaron sírása elárulja, hogy Danielle a bozótban rejtőzködik. Sayid kérésére előjön, és visszaadja a kicsit. Sírva mondja el, hogy hallotta a "Többiek"-et, ahogy azt beszélik, eljönnek és elviszik "a fiút". Ezért gondolta, elhozza nekik, és alkut köt a lányáért cserébe. Charlie szánalmasnak nevezi Rousseau-t, miután világossá válik, hogy a tüzet ő rakta. Miután Sayid-dal együtt visszatér a táborba, Charlie visszaadja Aaron-t Claire-nek. Láthatjuk, ahogy a táskájában néhány Szűz Mária szobor lapul.
Éjszaka, a tutaj utasai egy hajót vesznek észre a radarképernyőn. Miután Sawyer fellövi a jelzőrakétát, a hajó rájuk talál. Azt gondolják, megmenekültek, és éljenezni kezdenek. A hajó legénysége azonban nem azért jött, hogy segítsen rajtuk. „Magunkkal kell vinnünk a fiút.” - mondja a szakállas férfi. Sawyer elő akarja venni a pisztolyát, de a hajó egyik utasa rálő, és beleesik a vízbe. Jin utánaugrik, miközben Michael megpróbálja megvédelmezni a fiát, de sikertelenül. Waltot elrabolják, és egy Molotov-koktélt dobnak a tutajra. Michael is a vízbe kénytelen ugrani. A tutaj felrobban, miközben a hajó Walttal együtt eltűnik a ködben.
Eközben, Jack, Kate, Locke, és Hurley megérkeznek a "fülkéhez". Elhelyezik a dinamitokat a bejáratánál, majd fedezékbe húzódnak. Az utolsó pillanatban, Hurley észreveszi a "Számokat" a bunker oldalára véve, és azt kezdi kiabálni Johnnak, ne robbantsa fel, mert a számok "rosszak". Locke nem hallgat rá, és meggyújtja a zsinórt. A robbanás után, Jack és Locke odamennek a bunkerhez, és leemelik róla az immáron lerobbantott fémajtót. Letekintenek a mélybe, ahová egy fém létra (törött fokokkal) vezet le. Nem sejtik, mi vár rájuk odalent.
|  | Itt a vége a cselekmény részletezésének! |